# Poggio dei Malandrini
Il Poggio dei Malandrini è una montagna dell'Appennino tosco-emiliano, posta nel Comune di San Marcello Pistoiese, in provincia di Pistoia.
Alto 1662 metri sul livello del mare, è situato lungo l'alto crinale che separa il versante che scende, a ovest, verso la valle del torrente Verdiana, affluente del fiume Lima, dal versante che scende, a est, verso la valle del torrente Orsigna, tributario del fiume Reno. Il crinale si diparte a sud dalla Pedata del Diavolo e prosegue verso nord in direzione del passo della Nevaia e del poggio delle Ignude, anticima del Monte Gennaio, alto metri 1814 sul livello del mare. Alcune carte riportano il nome Monte dell'Uccelliera al posto di monte Gennaio.
Successivamente il crinale prosegue piegando a nord-ovest verso il Passo del Cancellino ed il passo dello Strofinatoio, a poca distanza dal Corno alle Scale, dal Monte Cornaccio, dal Monte Cupolino e dal Lago Scaffaiolo. 
Dalla vetta del Poggio dei Malandrini si osserva una ampia vista panoramica: l'occhio spazia verso il Monte Cornaccio, il Balzo Nero, la valle della Verdiana, la valle della Lima, l'Abetone, la valle dell'Orsigna e la valle del torrente Maresca.
Quando il cielo è terso sono visibili in lontananza: oltre alla pianura pistoiese e fiorentina, il Valdarno, buona parte delle colline della Toscana fino al Monte Amiata, il Monte Pisano, le Alpi Apuane, le colline del bolognese e del modenese e talvolta anche il Mar Tirreno ed alcune isole dell'Arcipelago Toscano.
Nei pressi del poggio dei Malandrini, a quindici minuti di cammino, si trova il rifugio gestito dalla sezione del Club Alpino Italiano della Montagna Pistoiese e denominato Rifugio del Montanaro, a 1567 metri s.l.m. A soli venti minuti di cammino, sulle pendici ad est del poggio delle Ignude, si trova un altro rifugio, già della Guardia Forestale, gestito dalla sezione di Pistoia del Club Alpino Italiano: il Rifugio di Porta Franca, a 1600 m s.l.m.
Dalla cima del Poggio dei Malandrini passa il sentiero della GEA, Grande Escursione Appenninica, sentiero Italia, numero 33, che proviene da Pracchia, valle dell'Orsigna, e si dirige verso il Corno alle Scale, il Lago Scaffaiolo, il Libro Aperto.